# Seznam utkání HC Komety Brno v hokejové lize mistrů

## Utkání Brna v hokejové lize mistrů
| Utkání | Datum utkání       | Sezona    | Soutěž                | Domácí           | Výsledek | Hosté            | Třetiny             | Branky za Brno                                                                       |
| ------ | ------------------ | --------- | --------------------- | ---------------- | -------- | ---------------- | ------------------- | ------------------------------------------------------------------------------------ |
| 01.    | 24.8.2017          | 2017/2018 | Skupina B             | Stavanger Oilers | 1 : 2    | HC Kometa Brno   | (0:1,1:1,1:2)       | Vojtěch Němec, Alexander Mallet                                                      |
| 02.    | 26.8.2017          | 2017/2018 | Skupina B             | KalPa Kuopio     | 2 : 4    | HC Kometa Brno   | (1:2,0:0,1:2)       | Jan Káňa, Vojtěch Němec, Jan Hruška, Martin Zaťovič                                  |
| 03.    | 31.8.2017          | 2017/2018 | Skupina B             | HC Kometa Brno   | 3 : 2 PP | KalPa Kuopio     | (1:1,0:1,1:0,1:0 )  | Vojtěch Němec, Lukáš Nahodil, Hynek Zohorna - v prodloužení                          |
| 04.    | 2.9.2017           | 2017/2018 | Skupina B             | HC Kometa Brno   | 4 : 3 PP | Stavanger Oilers | (1:2, 0:1, 2:0-1:0) | Tomáš Svoboda, Jan Hruška, Martin Dočekal, Martin Zaťovič - v prodloužení            |
| 05.    | 3.10.2017          | 2017/2018 | Skupina B             | HC Kometa Brno   | 5 : 4 PP | Malmö Redhawks   | (2:0,1:1,1:3,1:0 )  | Leoš Čermák, Martin Zaťovič, Martin Erat, Tomáš Svoboda, Martin Erat - v prodloužení |
| 06.    | 10.10.2017         | 2017/2018 | Skupina B             | Malmö Redhawks   | 3 : 0    | HC Kometa Brno   | (0:0,1:0,2:0)       |                                                                                      |
| 07.    | 31.10.2017         | 2017/2018 | Osmifinále (1 zápas)  | HC Kometa Brno   | 4 : 3    | EV Zug           | (1:0, 1:2, 2:1)     | Jan Süss, Alexandre Mallet, Marcel Haščák                                            |
| 08.    | 7.11.2017          | 2017/2018 | Osmifinále (2 zápas)  | EV Zug           | 2 : 5    | HC Kometa Brno   | (1:1, 0:2, 1:2)     | 2× Lukáš Nahodil, Tomáš Mlynář, Alexandre Mallet, Tomáš Bartejs                      |
| 09.    | 5.12.2017          | 2017/2018 | Čtvrtfinále (2 zápas) | JYP              | 3 : 3    | HC Kometa Brno   | (1:2,1:1,1:0)       | 3× Jan Süss                                                                          |
| 10.    | 12.12.2017         | 2017/2018 | Čtvrtfinále (2 zápas) | HC Kometa Brno   | 3 : 5    | JYP              | (0:3,1:0,2:2)       | Luboš Horký, Martin Nečas, Tomáš Svoboda                                             |
| 11.    | 31. srpna 2018     | 2018/2019 | Skupina D             | HK Něman Grodno  | 4 : 2    | HC Kometa Brno   | (1:0, 2:2, 1:0)     | Jan Hruška, Jan Štencel                                                              |
| 12.    | 2. září 2018       | 2018/2019 | Skupina D             | Eisbären Berlín  | 2 : 3    | HC Kometa Brno   | (0:0, 1:3, 1:0)     | Martin Dočekal, Jan Hruška, Karel Plášek                                             |
| 13.    | 6. září 2018       | 2018/2019 | Skupina D             | HC Kometa Brno   | 6 : 2    | HK Něman Grodno  | (3:1, 1:1, 2:0)     | 3× Luboš Horký, Lukáš Nahodil, Juraj Mikuš, Jan Hruška                               |
| 14.    | 9. září 2018       | 2018/2019 | Skupina D             | HC Kometa Brno   | 4 : 3    | Eisbären Berlín  | (2:2, 1:1, 1:0)     | Petr Holík, Martin Dočekal, Peter Mueller, Alexandre Mallet                          |
| 15.    | 10. října 2018     | 2018/2019 | Skupina D             | HC Kometa Brno   | 2 : 3    | EV Zug           | (2:0, 0:0, 0:3)     | Ondřej Němec, Dalimil Mikyska                                                        |
| 16.    | 16. října 2018     | 2018/2019 | Skupina D             | EV Zug           | 2 : 1    | HC Kometa Brno   | (2:0, 0:1, 0:0)     | Jan Hruška                                                                           |
| 17.    | 6. listopadu 2018  | 2018/2019 | Osmifinále (1 zápas)  | HC Kometa Brno   | 5 : 1    | Tappara Tampere  | (2:0, 1:1, 2:0)     | 2× Leoš Čermák, Karel Plášek, Peter Mueller, Petr Holík                              |
| 18.    | 20. listopadu 2018 | 2018/2019 | Osmifinále (2 zápas)  | Tappara Tampere  | 5 : 5    | HC Kometa Brno   | (2:0, 1:2, 2:3)     | Lukáš Kašpar, Martin Zaťovič, Jan Hruška, Peter Mueller, Martin Dočekal              |
| 19.    | 4. prosince 2018   | 2018/2019 | Čtvrtfinále (1 zápas) | HC Kometa Brno   | 1 : 4    | Frölunda HC      | (1:1, 0:3, 0:0)     | Bedřich Köhler                                                                       |
| 20.    | 11. prosince 2018  | 2018/2019 | Čtvrtfinále (2 zápas) | Frölunda HC      | 6 : 1    | HC Kometa Brno   | (0:1, 3:0, 3:0)     | Erik Meluzín                                                                         |

## Celková bilance
| Brno         | Doma / venku                     | Celkem |
| ------------ | -------------------------------- | ------ |
| Vítěz Brno   | 7× vítěz doma - 4× vítěz venku   | 11×    |
| Prohra Brno  | 3× prohra doma - 4× prohra venku | 7×     |
| Remíza       | 2×                               |        |
| Počet zápasů | 20×                              |        |